# Évaluation environnementale
L'évaluation environnementale (pour l'action) ou étude d'impact environnementale (pour le rapport produit) est, au sens large, l'évaluation d'un projet, d'un lieu, d'une stratégie, d'un plan, programme ou schéma au regard de ses conséquences sur l'environnement. Elle comprend donc une évaluation de la composition et des conditions de l'environnement biophysique (la part abiotique de l'environnement) et de l'environnement humain et non-humain (le vivant).
Les termes « évaluation environnementale » et « étude d’impact » distinguent d'une part le processus d'évaluation qui se déroule en grande partie sur le terrain et d'autre part le rapport réalisé par le maître d’ouvrage ou sous sa responsabilité à l'issue de cette évaluation, en respectant la séquence « Éviter → Réduire → Compenser ».

## Descriptif
La caractérisation de l'état et des tendances environnementales se fait à partir de l'observation in situ, mais aussi à partir de données rétrospectives et éventuellement prospectives. Les évaluateurs calculent, modélisent ou estiment aussi les pressions anthropiques sur l'environnement et les répercussions des processus de gestion mis en œuvre par l'humain. 
La première évaluation mondiale des écosystèmes, dite MEA ou millenium ecosystem assessment date de 2005. Elle a contribué à diffuser les notions de géonomie et de « service écosystémique » aux échelles locale, régionale, nationale, continentale (ou océanique) et planétaire.
Les évaluations globales sont souvent de type « patrimonial ». Elles s'appuient sur des évaluations quantitatives et qualitatives de lieux et parfois d'une ressource naturelle spécifique (ressource halieutique ou environnement nocturne, par exemple). Tout suivi naturaliste doit être contextualisé, c'est-à-dire replacé dans son contexte spatial, temporel et écopaysager, car le fait d'observer localement une population importante d'individus d'une espèces (d'oiseaux, par exemple) n'est en aucun cas un indicateur suffisant de bon état de la population générale (métapopulation). Cela peut même être le signe d'une situation de piège écologique.
Quand l'évaluation est diachronique (effectuée sur une durée conséquente), on parle de biosurveillance ou bio-monitoring (surveillance de l'environnement), qui inclut généralement un volet de surveillance de la biodiversité, laquelle commence à bénéficier d'indicateurs reconnus et accessibles au grand public, tels que l'indice planète vivante ou l'empreinte écologique.
La notion d'évaluation contient un aspect quantitatif et descriptif de la biodiversité (et de sa contribution aux sociétés humaines). Elle peut aussi évoquer les concepts anglo-saxons d'assessment (mesures de diversité et d'abondance dans ce cadre) et de valuation (estimation en valeur économico-monétaire de la biodiversité, la valeur économique étant différente de la valeur marchande). La valeur économique de la biodiversité était un des éléments de l'évaluation du millénaire.
L'évaluation environnementale est la première étape d'une étude d'impact (ou étude d'incidence sur l'environnement), mais elle peut réintervenir après la réalisation d'un projet pour vérifier que les mesures conservatoires ou de compensation sont bien suivies des effets attendus, afin de les corriger si nécessaire.

## Principes

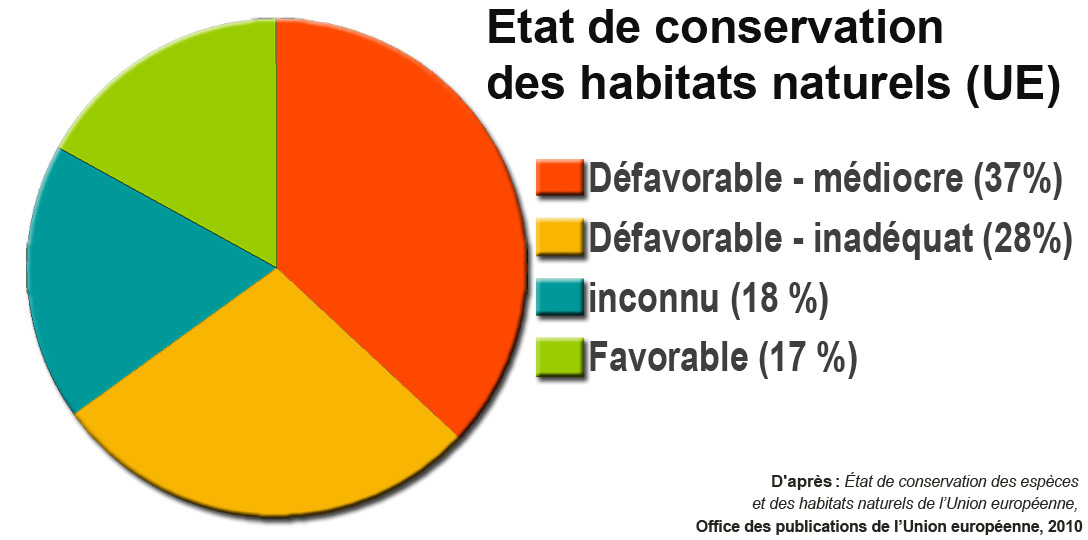
Exemple de représentation d'une évaluation, ici pour les habitats naturels européens.

L'évaluation environnementale se base sur un état initial, notamment basé sur des inventaires naturalistes, des indicateurs (dont bioindicateurs et indicateurs de « patrimonialité » et de qualité de communautés écologiques (en phytosociologie notamment) et de biodiversité), sur l'observation d'effets ou d'états biologiques ou écosystémiques, au niveau de populations, d'écosystèmes, voire de la biosphère. Dans ce cadre, la notion d'« abondance relative » et/ou un « coefficient de présence ou de fréquence d'espèce » est fréquemment utilisé. Il est « défini par le rapport du nombre de relevés où elle est présente au nombre total de prélèvements effectués dans le milieu considéré », pour donner une indication de « la constance des espèces dans chaque milieu », et à long terme de tendances démographiques.

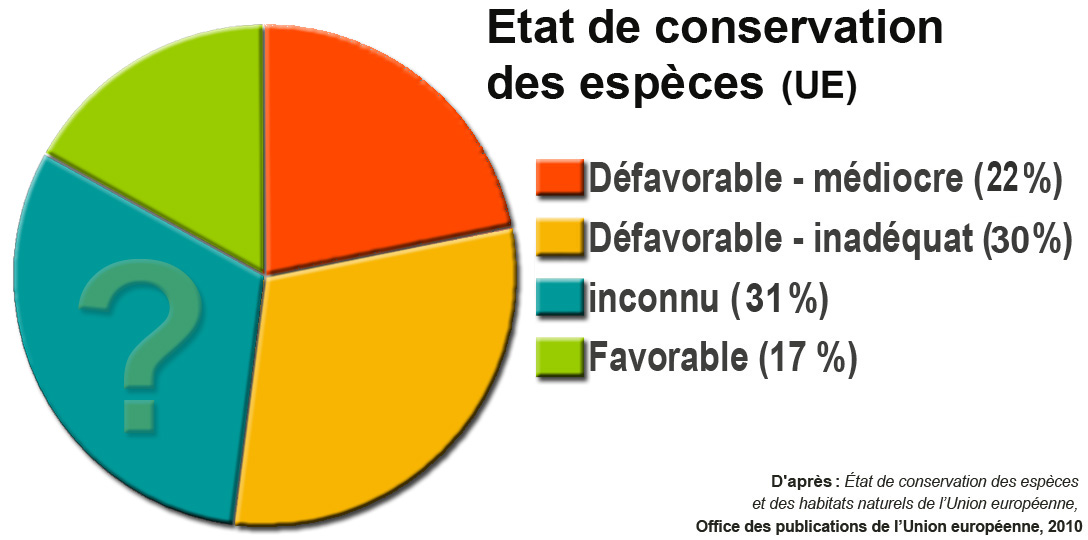
Autre exemple d'évaluation, ici pour les espèces européennes.

Elle se fait de manière ponctuelle ou durable et généralement de manière itérative (par exemple généralement tous les 5 ans pour un plan de gestion de réserve naturelle en France). Elle produit un « état initial » des milieux (eau, air, sol) ou des fonctions écosystémiques ou de l'environnement global.
Lorsque c'est nécessaire ou possible, elle s'intéresse aussi à l'état et à l'évolution des services écosystémiques rendus par la biodiversité (par exemple dans le cadre du Millennium Ecosystems Assessment). Comme il est impossible d'évaluer toutes les espèces et tous les systèmes, on se base sur des unités (espèces, genres, familles, habitats…) jugés représentatifs ou sur des espèces-clé ou jugées bio-indicatrices. Le métabarcoding permet maintenant une évaluation relative de la biodiversité des microorganismes, sans avoir à les identifier, mais nécessite à grande échelle de pouvoir gérer un processus de Big data.

## Échelles spatiotemporelles de travail

### Échelles temporelles
Elles sont variées et incluent parfois une dimension d'écologie rétrospective pouvant remonter aux périodes récentes, à la préhistoire ou au-delà. Ainsi, en France, en 2010 une nouvelle composante dite Inventaires archéozoologiques et archéobotaniques de France a été ajoutée en 2010 par le Muséum national d'histoire naturelle à l'inventaire national du patrimoine naturel (INPN).
Plusieurs biais d'interprétation peuvent résulter d'une mauvaise prise en compte ou de l'absence de prise en compte de facteurs tendanciels (ex : situation de piège écologique, de puits écologique, ou de « dette d'extinction »…) et conduire à sous-estimer la régression de la biodiversité ou parfois à sous-estimer le potentiel de recolonisation (« crédit de colonisation »).

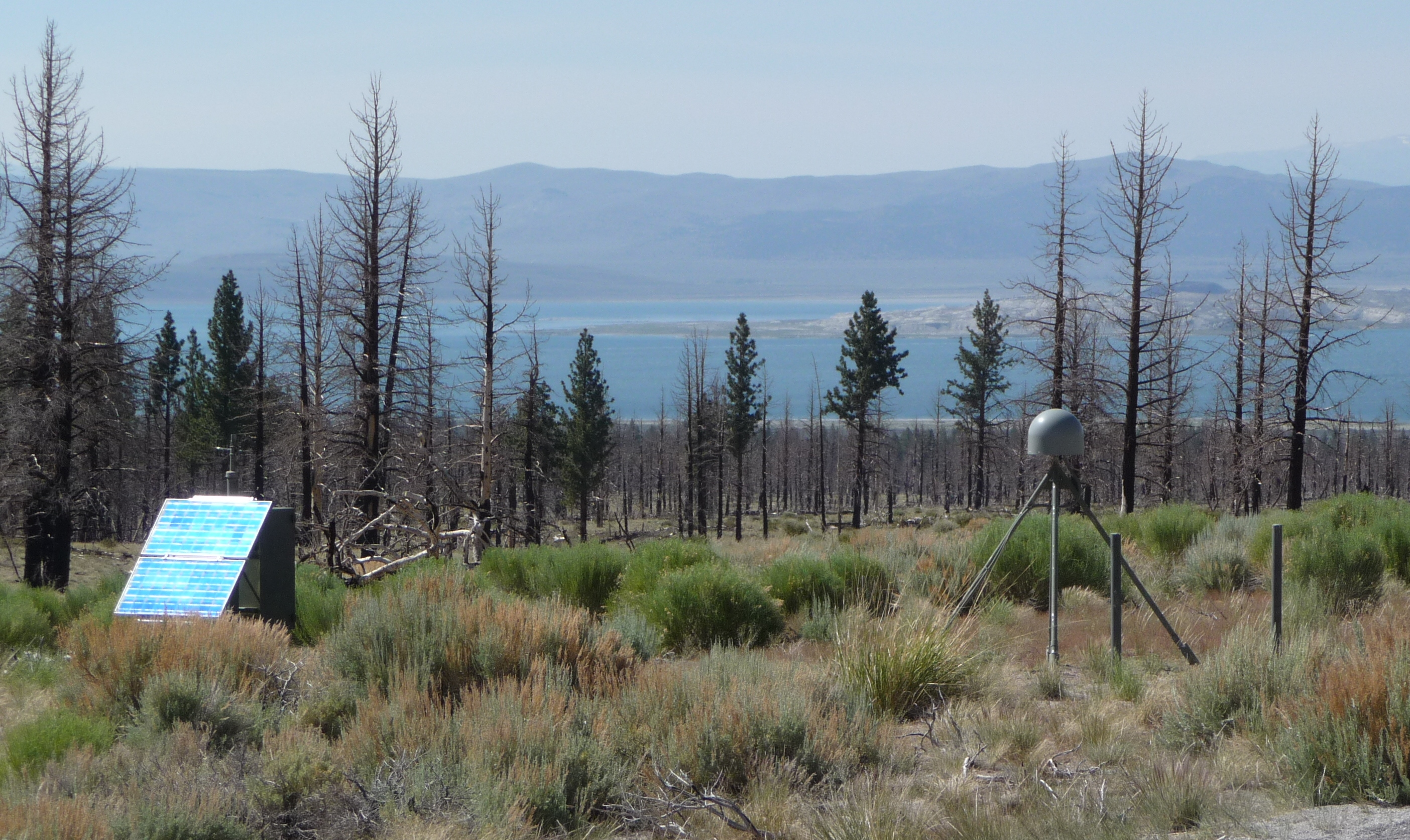
Surveillance environnementale automatisée, alimenté par panneaux solaires et accumulateurs (ici sur la friche industrielle de Mono Mills, en Amérique du Nord).

### Échelles spatiales
Les échelles spatiales locales à régionales sont par exemple celles d'un site (mare, haie, carrière, décharge, massif forestier), d'un port, d'un canal, d'un lac, d'une zone agricole, d'une ville ou agglomération, d'une unité éco-paysagère ou d'une réserve naturelle ou d'un parc naturel régional. Les échelles spatiales semi-locales sont par exemple une région, une façade littorale, un Parc national ou un parc naturel. Les échelles spatiales géographique peuvent être une région administrative, un pays, l'Union européenne, les pays baltes… Les échelles spatiales biogéographiques sont le Paléarctique nord-occidental, la zone sahélienne, la forêt pluviale d'Amazonie, la forêt nébulause d'altitude… Les échelles spatiales globales sont la forêt dans le monde, l'environnement marin à échelle de l'océan mondial, la biosphère… On a ainsi commencé à tenter d'évaluer la valeur spécifique de la biodiversité forestière

## Histoire de l'évaluation environnementale
C'est une forme d'évaluation relativement récente, en pleine évolution et qui doit répondre à des enjeux complexes, incluant les effets d'ampleurs encore incertaines du changement climatique et de l'érosion accélérée de la biodiversité. Elle s'est principalement développée à la fin du XXe siècle, notamment à l'occasion de la préparation du sommet de la terre de Rio (Rio, juin 1992). Elle a aussi pour objectif de fournir des signaux précoces d'alerte environnementale et de tirer des leçons du passé.
Elle peut s'appuyer sur de nouveaux outils (analyse automatique d'imagerie aérienne ou satellitaire, données génétiques, modèles biomathématiques, etc.). L'évaluation environnementale tend à passer d'appréciations plutôt quantitatives et de mesure d'État/pression, à des approches à la fois quantitatives et qualitatives, appréciant mieux la complexité et les réponses du vivant et les dynamiques nécessaires à l'entretien de la biodiversité
En Europe, l'Ademe a proposé et réalisé une évaluation environnementale de la politique d'utilisation d'eaux usées désinfectées à la chaux en France avant 1994, afin d'établir un état de l'art et des normes juridiques en vigueur.
En 1998, l'Environmental Protection Agency (EPA) a publié un premier guide d'évaluation des risques écologiques, 10 ans après avoir publié des recommandations et documents sur les indices biologiques à retenir pour l'évaluation des risques environnementaux, et un guide de l'évaluation des risques . Le projet de National Ecological Observatory Network (États-Unis) semble devoir être le plus gros système intégré d'observation du climat et de la biodiversité, à l'échelle de presque toute l'Amérique du Nord et sur plusieurs décennies au moins.
En France depuis 1976 (loi sur la protection de la nature), l'évaluation de l'état écologique et de la protection de la nature se fait sous l'égide du ministère de l'environnement et du Muséum National d'Histoire Naturelle, avec depuis 2012 un observatoire national de la biodiversité et quelques observatoires régionaux ou départementaux et dans le cadre de la stratégie nationale pour la biodiversité. La loi impose d’évaluer dans les sites français du réseau Natura 2000, l’état de conservation des 132 habitats naturels et des 156 espèces d’intérêt communautaire représentés, via les « documents d’objectif Natura 2000 ».

## Législation
Depuis les années 1990, divers textes internationaux, communautaires et nationaux ont peu à peu permis de construire le dispositif d’évaluation environnementale. L'évaluation environnementale est devenue obligatoire en Europe pour certains plans et programmes ou habitats, par exemple pour l'état de l'eau, de l'air, des sols, des habitats naturels,et de la biodiversité ou pour certaines activités industrielles (Directive Reach), pour certains produits, et pour certains plans et programmes et grands projets en Europe.

### En Europe
Les législations européennes et nationales prévoient que les opérations qui, par leurs dimensions, sont susceptibles d’affecter l’environnement font l’objet d’une évaluation environnementale et que cette dernière est soumise à l’avis, rendu public, d’une autorité environnementale compétente en matière d’environnement. Ceci doit faciliter une participation plus large et active du public à l’élaboration des décisions qui le concernent (Convention d'Aarhus, Convention d'Espoo, charte constitutionnelle en France) et à améliorer la qualité des projets avant la prise de décision.
Le socle de cette législation est ainsi constitué :
Pour les plans et programmes, par la Directive 2001/42/CE du Parlement européen et du Conseil du 27 juin 2001 relative à l’évaluation des incidences de certains plans et programmes sur l’environnement, directive transposée en droit français depuis 2005 par deux décrets et précisée en 2006 par deux circulaires d’application. (cf: autorité environnementale).
Pour les projets, par la Directive 85/337/CEE modifiée du conseil du 27 juin 1985 concernant l’évaluation des incidences de certains projets publics et privés sur l’environnement, dont le décret du 30 avril 2009 relatif à l’autorité administrative de l’État compétente en matière d’environnementale achève la transposition en droit français.(cf: autorité environnementale).
Une directive 2011/92/UE codifie la directive 85/337/CEE du Conseil du 27 juin 1985 sur l'évaluation des incidences de certains projets publics et privés sur l’environnement (après que la directive 85/337/CEE du 27 juin 1985 ait été plusieurs fois modifiée). 
Le dispositif d’évaluation environnementale est ainsi constitué :
pour les plans et programmes ; par la Directive 2001/42/CE du Parlement européen et du Conseil du 27 juin 2001 relative à l’évaluation des incidences de certains plans et programmes sur l’environnement ;
pour les projets ; par la directive 2011/92/UE du 13 décembre 2011 relative à l’évaluation des incidences de certains projets publics et privés sur l’environnement abrogeant la directive 85/337/CEE.

### Les grands principes de ces directives
L'évaluation environnementale est une démarche continue et itérative, réalisée sous la responsabilité du maître d’ouvrage ou du porteur de projet. Elle doit permettre au maître d'ouvrage d’analyser les effets sur l'environnement d’un projet, plan ou programme et de prévenir ses conséquences dommageables sur l’environnement. Cette analyse comporte : état des lieux de l’environnement, impacts prévisibles, justification des choix par rapport aux variantes envisageables, mesures pour éviter, réduire voire compenser les incidences sur l'environnement, résumé non technique ;
L'intégration des enjeux et préoccupations d’environnement doit être hiérarchisée en appliquant le triptyque « éviter > réduire > compenser » (retenu dans la doctrine française de la compensation). C’est-à-dire chercher à éviter et supprimer les impacts avant de les réduire et, s’il reste des impacts résiduels significatifs, les compenser dans la mesure du possible. Également privilégier l’action à la source et utiliser les meilleures technologies disponibles économiquement acceptables.
L’évaluation environnementale est un outil d’aide à la décision. Elle doit donc être amorcée le plus en amont possible et s’insérer suffisamment tôt dans la procédure d’autorisation ou d’approbation pour permettre d’orienter les choix du pétitionnaire et de l’autorité décisionnaire.
Cette démarche s’accompagne de la production d’un document qui prend la forme d’un rapport environnemental pour les plans et programmes et d’une étude d’impact pour les projets.
Une autorité compétente en matière d’environnement (dite « autorité environnementale ») donne son avis sur cette évaluation.
Cet avis est rendu public afin d'informer le citoyen, pour qu'il puisse contribuer à la prise de décision lors de l’enquête publique ou toute autre forme de consultation du public.
Le droit européen ne donne pas de seuil quantitatif (surface ou population couverte par un plan, montant d'un programme…) à partir duquel un plan, programme ou projet serait considéré comme influant sur l’environnement et donc éligible à évaluation environnementale. Chaque État-membre en transposant les directives, définit les seuils qu'il juge critiques et à partir desquels les plans, les programmes ou les projets ont une influence sur l'environnement.

### En France
Depuis les premières lois de protection de la nature (juillet 1976), la législation a évolué, notamment en transposant les directives européennes évoquées ci-dessus, dans diverses lois et par décret ainsi que dans la Charte de l'environnement (2004). L'autorité environnementale donne un avis sur la qualité des évaluations environnementales en France. Il s'agit en général de l'État (préfets ou ministère) qui délègue cette charge aux DREAL et au CGDD.
En 2016, à la suite du rapport de Jacques Vernier (2014-2015) proposant des mesures de simplification administrative et des mesures de meilleure applicabilité à niveau constant de protection environnementale (selon le rapporteur), un décret a réformé l'autorité environnementale, puis une ordonnance (n°2016-1058 du 3 août 2016) (et des décrets relatifs) ont précisé les règles applicables à l’évaluation environnementale des projets, plans et programmes avec trois objectifs : simplifier et clarifier ces règles ; améliorer l’articulation entre les évaluations environnementales de projets différents, d’une part, et entre les évaluations environnementales des projets et des plans et programmes, d’autre part ; et enfin assurer la conformité de ces règles au droit européen en transposant la directive 2011/92/UE sur l’évaluation des incidences de certains projets publics et privés sur l’environnement, modifiée par la directive 2014/52/UE.
En aout 2017 un guide d’interprétation de la réforme du 3 août 2016 (48 pages) a été publié par le CGDD, rappelant notamment les définitions de la directive pour préciser le processus (étude d’impact, consultations, avis et décision motivée portant les mesures d’évitement, de réduction et de compensation). Puis en janvier 2018, le CGDD et le Cerema ont publié un nouveau guide, « d'aide à la définition des mesures ERC » pour l'Évaluation environnementale stratégique.
 (juillet 2024).
Selon l'autorité environnementale (2024) une évaluation environnemnetale passe par les 5 étapes suivantes : 
1. Identification des impacts potentiels : « cette étape implique l'identification et la compréhension des interactions entre le projet ou l'action proposé(e) et son environnement. Il s'agit d'identifier les composantes de l'environnement susceptibles d'être affectées, telles que la qualité de l'air, de l'eau, des sols, la biodiversité, les ressources naturelles, etc. » ;
2. Évaluation des impacts : « une fois les impacts potentiels identifiés, ils sont évalués en termes de leur nature, de leur étendue, de leur gravité et de leur durée. Cette évaluation peut être quantitative ou qualitative, et elle peut nécessiter des études techniques approfondies et doit déboucher sur des mesures permettant de limiter et compenser ces impacts (séquence dite Eviter-Réduire- Compenser) » ;
3. Consultation publique et participation : « il est nécessaire d'impliquer les parties prenantes et le public dans le processus d'évaluation environnementale. Cela peut se faire par le biais de réunions publiques, de consultations en ligne, de groupes de travail ou d'autres mécanismes de participation » ;
4. Analyse des alternatives : « l'évaluation environnementale doit inclure une analyse des alternatives possibles au projet ou à l'action proposé(e). Cela implique d'examiner différentes options pour atteindre les objectifs du projet tout en minimisant les impacts environnementaux. Ces alternatives peuvent porter sur le choix du site, l’aménagement au sein du site choisi et sur les technologies retenues (choix de l’énergie, alimentation en eau, dispositions constructives, modes de transport…) ».
5. Rédaction du rapport d'évaluation environnementale : « une fois les informations pertinentes collectées et analysées, un rapport d'évaluation environnementale est rédigé. Ce rapport documente les conclusions de l'évaluation, y compris les impacts identifiés, les mesures d'atténuation proposées et les recommandations pour la prise de décision ».

### En Allemagne
L'évaluation environnementale s'applique par défaut à tout plan infra-local et supra-local, ainsi que la modification et la révision de ces plans.
Ainsi, en ne définissant pas ce qui est susceptible d’avoir des incidences notables sur l'environnement, les directives contribuent à l'apparition de transpositions minimalistes et différenciées des mesures qu'elles préconisent. En raison de ce paradoxe, la traduction pratique des directives oscille entre mesure symbolique d'une part et outil à l'intention des états membres volontaristes en matière d'environnement d'autre part.

## Méthodes
Pour évaluer ou modéliser une qualité environnementale et des tendances, l'évaluation s'appuie sur des méthodes,, éprouvées ou expérimentales et sur de nombreux outils ;
- outils dits de bioévaluation, c'est-à-dire de suivi d'une batterie de bioindicateurs ou d'indicateurs de pressions sur l'environnement ou de réponse à ces pressions. Ces indicateurs sont renseignés ou réunis par différents types d'observateurs de terrain, pouvant inclure - par exemple dans le contexte de l'écocitoyenneté ou du travail collaboratif, des citoyens (sentinelles de la nature, pêcheurs professionnels...), dans un dispositif de sciences citoyennes et participatives ;
- outils de terrain : pièges oiseaux, poissons, mammifères et autres vertébrés, pièges à insectes, aspirateurs d'invertébrés[40], matériel d'enregistrement sonore, photographique, vidéo, etc. ;
- Protocoles et outils de rendus d'inventaires naturalistes, avec par exemple les observatoires de l'environnement, observatoires de la biodiversité et leurs productions (séries temporelles de données géoréférencées, et divers autres atlas, dont en France l'Atlas ABC (atlas de la biodiversité des communes en cours d'expérimentation)). Ils peuvent s'inscrire dans le cadre d'un Agenda 21 et/ou d'une politique locale en matière de biodiversité et trame verte et bleue, en s'appuyant aussi sur les herbiers, cahiers d'habitats Natura 2000, données des conservatoires, des associations environnementales, des CPIE, ou collectées par des bureaux d'études, par exemple pour des études d'impacts ;
- Indice biotique, indice d'intégrité écologique ;
- cartographie SIG et environnementale ;
- toxicologie ;
- écotoxicologie et écoépidémiologie ;
- écologie du paysage ;
- écologie rétrospective, par exemple pour le suivi des taux d’extinction d'espèces qui demande des données anciennes scientifiquement validées (archéopaléontologie, paléontologie, palynologie, histoire environnementale, etc.),
- acoustique (mesures de bruit).

## Utilités
L'évaluation environnementale a d'abord surtout été un outil de pondération de certaines formes d'aménagement du territoire (routes, zones d'activité, urbanisation, périurbanisation, mise en culture, déforestation, sylviculture intensive…) par une meilleure évaluation de leurs impacts environnementaux et de l'efficacité des éventuelles mesures conservatoires et compensatoires qui leur sont imposées ou qu'elles ont volontairement mis en œuvre. En France il existe aussi une évaluation environnementale des documents d'urbanisme (SCOT, PLU),.
Elle permet un suivi de l'état de l'environnement, ou de l'efficacité de mesures compensatoires ou restauratoires.
Elle constitue un outil global d'évaluation pour des entités telles que l'ONU  ou l'Union européenne qui ont respectivement décidé de freiner et stopper l’érosion de la biodiversité en Europe à l’horizon 2010.
C'est aussi un outil indispensable à l'écocertification ainsi qu'à l'écosociocertification,
L'éducation à l'environnement et toutes les sciences naturelles ou les tenants du développement durable en bénéficient aussi.

## Évaluation de l'évaluation
Les méthodes d'évaluation environnementale, et en particulier de suivi de la biodiversité nécessitent d'être elles-mêmes évaluées. 
En Europe, un consortium EuMon  (« Monitoring à l’échelle européenne des méthodes et systèmes de surveillance des espèces et des habitats d’intérêt communautaire ») a étudié quatre aspects du monitoring de la biodiversité : 
1. caractéristiques et la couverture des programmes de suivi ;
2. méthodes de suivi (plan d'échantillonnage, analyse de données, intégration entre programmes des informations collectées) ;
3. définition des priorités pour le monitoring et la conservation
4. implication de bénévoles (aspects « sciences citoyennes »).

EuMon a développé une base de données sur les programmes de suivis de la biodiversité et un guide pour le suivi de biodiversité  EuMon a aussi produit des méthodes pour améliorer l'efficacité du réseau écologique paneuropéen et des réseaux d'aires protégées. Il les a appliquées à NATURA 2000 pour identifier les lacunes et biais de ce réseau . 

EuMon a aussi développé des méthodes pour évaluer la responsabilité nationale des États-Membres de l'UE pour la conservation des espèces et des habitats . EuMon propose des outils en ligne, dont BioMAT pour le Suivi et l'évaluation de la Biodiversité, et une base de données (PMM) sur les Réseaux de Suivis Participatifs. En septembre 2007, le projet EuMon avait déjà documenté 395 systèmes de suivi d’espèces (mobilisant environ 4 M €/an, et plus de 46 000 personnes ; plus de 148 000 jours de travail/an consacrés au monitoring de la biodiversité). Sur ces bases, une étude a analysé les pratiques concernant divers groupes taxonomiques (oiseaux, amphibiens et reptiles, mammifères, papillons, plantes et certains insectes) dans 5 pays européens (France, Allemagne, Hongrie, Lituanie et la Pologne). Elle conclut que l'effort global de monitoring est corrélé au nombre de bénévoles participant à ce travail et que la qualité des données récoltées est liée à la qualité de la conception des programmes de suivi, des méthodes d'analyse et aux aptitudes à la communication au sein des programmes plutôt qu'à la participation des bénévoles.

L'Agence européenne de l'environnement a publié une évaluation de l'évaluation sur le thème de l'eau et de l'économie verte, en préparation de la conférence ministérielle européenne d'Astana sur l'eau de 2011 , faisant suite à l'UNGA Marine "Assessment of Assessments" qui lançait la phase d'évaluation permanente de l'état de l'environnement marin (incluant aspects socio-économiques).

## Perspectives
Les nouveaux outils (pour certains « automatiques ») sont en cours de développement ou commencent à être utilisés :
- micro-puces (micro-array) pouvant apporter des informations plus rapides (et in situ) sur des aspects génétiques et notamment pour l’identification d'espèces rares, faisant éventuellement l'objet d'un trafic, y compris essences forestières protégées ;
- Ballons dirigeables individuels pour étudier par exemple la canopée (sur une idée de Francis Hallé) ;
- plateforme numérique de travail facilitant les approches ouvertes et/ou collaboratives ;
- projets de sondes marines intelligentes (pour le suivi des cétacés par exemple), et robots susceptibles de collecter des données environnementales. Un premier « drone écologique » (V3, de type hélicoptère, silencieux, en fibre de carbone, qui peut être programmé ou manuellement téléguidé) a été conçu pour l'observation (y compris dans l'infrarouge) de l'environnement marin et littoral qui pourrait notamment être utilisé pour le suivi des méduses, cétacés, pollutions, etc.[49]. Il reste très coûteux (25 000 euros) et peu autonome (30 min).
- Ruches laboratoires de Bee Secured qui constitue le réseau social environnemental européen, spécialisé dans la surveillance des environnements et des écosystèmes à partir des abeilles.

Ces outils devraient permettre des évaluations plus rapides, plus fiables et interdisciplinaires, avec des modélisations permettant de mieux prolonger les tendances dans le futur.

## Prospective
L'évaluation a une dimension temporelle importante, s'ancrant dans le passé pour déterminer des tendances. Elle s'approche alors de la prospective.

Des séquences temporelles de mesures et des « dates butoir » ou « repères temporels » sont alors proposés ou utiles (ex : 2015, 2020, 2050 sont des dates souvent évoquées dans le domaine de la biodiversité, de l'eau, du climat et de l'énergie ou des transports). Ces dates permettent d'élaborer des visions communes et des calendriers (ou « agendas ») de processus de décision, d'évaluation et d'amélioration continue. Des systèmes de mémorisation et cartographie spatiotemporelle des données ou évènements sont également nécessaires, de plus en plus pris en charge par les TIC (Technologies de l'information et de la communication).

### Vidéographie
- Evaluation environnementale ; Les clés pour réussir son projet Journée technique CEREMA ; 14/12/2015.